# Wanderer W21
La Wanderer W21 è un'autovettura di fascia medio-alta prodotta  dalla Casa tedesca Wanderer dal 1933 al 1934, e fino al 1936 se si contano anche le sue dirette evoluzioni commercializzate come W235 e W35.

## Caratteristiche
Come la Wanderer W20 venne sostituita nel 1933 dalla W22, che dalla W20 ereditò il telaio, la meccanica ed il motore a 6 cilindri da 2 litri, così in maniera analoga la W17 venne sostituita nello stesso anno dalla W21, la quale altro non fu che un aggiornamento del modello precedente. Da quest'ultimo la W21 riprese allo stesso modo il telaio da 3 metri di passo con avantreno ad assale rigido e balestre longitudinali. La novità stava invece nel retrotreno, che abbandonò la soluzione ad assale rigido in favore di uno schema a semiassi oscillanti con balestra trasversale. Un'altra novità introdotta dalla W21 rispetto alla W17 stava nell'impianto frenante, non più a comando meccanico, bensì a circuito idraulico, ma sempre a quattro tamburi. Il motore era invece la stessa unità a 6 cilindri derivata dal 2 litri della W20 e della W22, vale a dire un motore in lega leggera da 1690 cm³ con distribuzione a valvole in testa e ad asse a camme laterale. La potenza massima era di 35 CV a 3500 giri/min, sufficienti per spingere la vettura ad una velocità massima di 95 km/h. Nuovo era anche il cambio a 4 rapporti, dotato di rapportatura differente rispetto al 4 marce montato sulla W17.
La W21 fu proposta in due varianti di carrozzeria, e cioè berlina a 4 porte e cabriolet a 4 porte e 2 finestrini. La sua produzione cessò alla fine del 1934 per essere sostituita all'inizio del 1935 dalla W235, praticamente un'evoluzione della W21. Rispetto a quest'ultima cambiarono solo pochi dettagli, come il sistema di accensione ed il rapporto di compressione del motore (passato da 6:1 a 6.4:1), ma per quanto riguarda la gamma, sparì la versione cabriolet, sostituita da una versione torpedo.
A sua volta, la W235 fu sostituita all'inizio del 1936 dalla W35, che invece portò alcune novità sul piano tecnico, come ad esempio il nuovo avantreno a doppi bracci trasversali con balestra trasversale. La produzione della W35 terminò alla fine del 1936. Venne sostituita all'inizio del 1937 dalla W24.